# UFC Fight Night: Dillashaw vs. Cruz
UFC Fight Night: Dillashaw vs. Cruz（ユーエフシー・ファイトナイト：ディラショー・バーサス・クルーズ、別名UFC Fight Night 81）は、アメリカ合衆国の総合格闘技団体「UFC」の大会の一つ。2016年1月17日、マサチューセッツ州ボストンのTDガーデンで開催された。

## 大会概要
本大会ではTJ・ディラショーとドミニク・クルーズによるUFC世界バンタム級タイトルマッチが組まれた。
RFAライト級王者メディ・バグダッド、キャリア10戦全勝のRFAバンタム級王者ルーク・サンダース、6戦全勝のカイル・ボフニャク、ジョーイ・ゴメスがUFCデビュー。

### カード変更
負傷などによるカードの変更は以下の通り。
- アブドゥルケリム・エディロフ → エルヴィス・ムタプシッチ（第1試合）

- パトリック・ウィリアムズ → ジョーイ・ゴメス（第2試合）

- アウグスト・メンデス → カイル・ボフニャク（第3試合）

- デニス・バミューデス → ルーク・サンダース（第6試合）

- マイルベク・タイスモフ → メディ・バグダッド（第7試合）

- ベニール・ダリウシュ vs. マイルベク・タイスモフ → ダリウシュの負傷により中止

- ジミー・ヘッテス vs. チャールズ・ローザ → ヘッテスの負傷により中止

## 試合結果

### アーリープレリム
第1試合 ライトヘビー級ワンマッチ 5分3R
○  フランシマール・バホーゾ vs.  エルヴィス・ムタプシッチ ×
3R終了 判定3-0（30-27、29-28、30-27）
第2試合 バンタム級ワンマッチ 5分3R
○  ロブ・フォント vs.  ジョーイ・ゴメス ×
2R 4:13 TKO（スタンドパンチ連打）
第3試合 フェザー級ワンマッチ 5分3R
○  チャールズ・ローザ vs.  カイル・ボフニャク ×
3R終了 判定3-0（29-28、29-28、30-27）
第4試合 ライトヘビー級ワンマッチ 5分3R
○  イリル・ラティフィ vs.  ショーン・オコンネル ×
1R 0:30 TKO（スタンドパンチ連打）
第5試合 ライト級ワンマッチ 5分3R
○  ポール・フェルダー vs.  ダロン・クルックシャンク ×
3R 3:56 リアネイキドチョーク

### プレリミナリーカード
第6試合 フェザー級ワンマッチ 5分3R
○  ルーク・サンダース vs.  マキシモ・ブランコ ×
1R 3:38 リアネイキドチョーク
第7試合 ライト級ワンマッチ 5分3R
○  クリス・ウェイド vs.  メディ・バグダッド ×
1R 4:30 リアネイキドチョーク
第8試合 ライトヘビー級ワンマッチ 5分3R
○  エド・ハーマン vs.  ティム・ボッシュ ×
2R 1:39 KO（右膝蹴り）
第9試合 ウェルター級ワンマッチ 5分3R
○  パトリック・コーテ vs.  ベン・ソーンダース ×
2R 1:14 TKO（パウンド）

### メインカード
第10試合 ライト級ワンマッチ 5分3R
○  フランシスコ・トリナウド vs.  ロス・ピアソン ×
3R終了 判定3-0（30-27、29-28、30-27）
第11試合 ヘビー級ワンマッチ 5分3R
○  トラヴィス・ブラウン vs.  マット・ミトリオン ×
3R 4:09 TKO（マウントパンチ）
第12試合 ライト級ワンマッチ 5分3R
○  エディ・アルバレス vs.  アンソニー・ペティス ×
3R終了 判定2-1（29-28、28-29、29-28）
第13試合 UFC世界バンタム級タイトルマッチ 5分5R
○  ドミニク・クルーズ vs.  TJ・ディラショー ×
5R終了 判定2-1（48-47、46-49、49-46）
※クルーズが王座獲得に成功。

### 各賞
ファイト・オブ・ザ・ナイト： ドミニク・クルーズ vs. TJ・ディラショー
パフォーマンス・オブ・ザ・ナイト： エド・ハーマン、ルーク・サンダース
各選手にはボーナスとして5万ドルが支給された。